# 900 (album)
900 è il nono album in studio del cantautore Paolo Conte pubblicato nel 1992 dalla CGD in formato LP, CD e musicassetta.

## Il disco
Testi, musiche, arrangiamenti ed orchestrazioni sono di Paolo Conte.
L'illustrazione della copertina è di Paolo Conte.

## Tracce
1. Novecento – 3:35
2. Il treno va – 3:43
3. Una di queste notti – 3:16
4. Pesce veloce del Baltico – 3:49
5. La donna della tua vita – 3:35
6. Per quel che vale – 3:48
7. Inno in re bemolle – 3:14
8. Gong-oh – 3:17
9. I giardini pensili hanno fatto il loro tempo – 3:30
10. Schiava del Politeama – 3:21
11. Chiamami adesso – 2:56
12. Brillantina bengalese – 3:14
13. Do-do – 3:13

## Edizioni
- 1992 - 900 (CGD, 4509-91033-1, LP)
- 1992 - 900 (CGD, 4509-91033-2, CD)
- 1992 - 900 (CGD, 4509-91033-4, MC)
- 2011 - 900 (CD, edizione digipack in allegato a Corriere della Sera e TV Sorrisi e Canzoni)
- 2013 - 900 (Platinum SRL, 0602537358328, Universal Music Group, 3735834, CD)

## Formazione
- Paolo Conte – voce, pianoforte, kazoo
- Jino Touche – basso e contrabbasso, cori
- Claudio Dadone – chitarra
- Leo Martina – sintetizzatore
- Daniele Di Gregorio – batteria, percussioni e vibrafono
- Daniele Dall'Omo – chitarra, ukulele, tromba
- Massimo Pitzianti – fisarmonica, bandoneon, sassofono baritono, clarinetto, sassofono soprano
- Massimo Dall'Omo – batteria
- Renzo Marino – chitarra
- Massimo Barbierato, Sergio Gavioli – violino
- Roberto Caviglione – viola
- Luciano Girardengo – violoncello
- Davide Di Gregorio – sassofono tenore e sax alto
- James Thompson – sax alto, cori, sassofono tenore
- Marc Laferrière – sassofono soprano
- Eleonora Nervi – tuba

## Classifiche

### Classifiche settimanali
| Classifica (1992) | Posizione massima |
| ----------------- | ----------------- |
| Europa            | 42                |
| Italia            | 2                 |

### Classifiche di fine anno
| Classifica (1992) | Posizione |
| ----------------- | --------- |
| Italia            | 37        |